# Шапіро Дора Самійлівна
До́ра Самі́йлівна Шапіро (1897—1976) — радянський ентомолог, знавець жуків-листоїдів. Доктор біологічних наук (1954), професор (1957). Автор 60 друкованих наукових праць.

## Основні праці
- Экологическая характеристика земляных блошек Провальской степи, Ворошиловградской области // Учёные записки ХГУ, 1950. — Т. 33. — С. 23–31.
- Фауна блошек лесостепных районов Харьковской и Сумской областей // Тр. НИИ биологии ХГУ. — 1950. — Т. 14–15. — С. 45-58.
- Фауна жуков-блошек лесостепных районов Харьковской и Сумской областей (отряд Coleoptera, Chrysomelidae, подсем. Halticini) // Учёные записки Харьковского университета. 1950. — Т. 33. — С. 147—172
- Вредные виды блошек в условиях лесополос // Зоологический журнал, 1950. — Вып. 5. — С. 1120—1135.
- Фауна блошек Хомутовской степи, Сталинградской области // Энтомологическое обозрение. 1951. Т. 31, вып. 3–4. — С. 58–72.
- О происхождении и формировании энтомофауны полезащитных полос в степной зоне УССР // Зоологический журнал, 1951. Т. 30. Вып. 4. С. 309—319. [У співавторстві з  С. І. Медведєвим і М. П. Божко]
- Фауна блошек (Halticinae) Михайловской степи, Сумской области / Д. С. Шапиро // Энтомологическое обозрение. 1952. — Т. 32, вып. 5. — С. 28-37.
- О влиянии орошения на энтомофауну в районе строительства Каховской ГЭС и Южно-украинского канала // Зоологический журнал. — 1952. — Т. 31, № 3, — С. 347—368. [У співавторстві з С. І. Медведєвим і М. П. Божко]
- К изучению жуков-блошек полезащитных полос степей Восточной Украины/ Д. С. Шапиро //Труды НИИ биологии ХГУ. 1953. — Т. 18. — С. 114—124.
- Особенности распространения и формирования фауны земляных блошек в полезащитных полосах степей Украины //Труды НИИ биологии ХГУ. — 1953. — Т. 18. — С. 125—133.
- Фауна жуков-блошек Стрелецкой степи // Труды НИИ биологии. — 1953. — Т. 18. — С. 134—142.
- Фауна земляных блошек в лесостепной и степной зонах УССР (Насекомые жесткокрылые, семейство листоедов): Автореферат дис. на соискание ученой степени доктора биологических наук — Харьков: [б. и.], 1954. — 15 с.
- К познанию фауны жуков (Coleoptera) Молдавской ССР и сопредельных районов Украины. — Тр. НИИ биологии и биол. факультета Харьковского университета. Т. 30. 1957, С. 173—206. [У співавторстві з С. І. Медведєвим]
- Обзор фауны земляных блошек Крыма (Coleoptera, Chrysomelidae, Halticinae) // Зоологический журнал. — 1961. — Т. 40, № 6. — С. 833—839.
- Семейство Chrysomelidae (листоеды). В кн.: Определитель насекомых европейской части СССР. Жесткокрылые, веерокрылые. — M., JI.: Наука, 1965. — С. 419—474. [У співавторстві з Л. Н. Медведєвим]
- Обзор фауны земляных блошек (Coleoptera, Chrysomelidae, Halticinae) Дагестана и сопредельных районов низменности // Энтомологическое обозрение. — 1969. — Т. 48, вып. 2. — С. 277—284.
- Новый вид листоеда рода Haltica (Coleoptera, Chrysomelidae) из Дагестана // Энтомологическое обозрение, 1970. — Т. 49, вып. 3. — С. 656.
- Материалы к эколого-фаунистическому анализу семейства мягкотелок (Coleoptera, Cantharidae) Украины // Вестник зоологии. 1975. — № 1. — С. 52–55. [У співавторстві з Л. П. Істоміною]
- Фауна земляных блошек из рода Psylliodes Latreille европейской части СССР (отряд жесткокрылые, семейство листоеды)// Учёные записки Харьковского государственного университета: труды биологического факультета, 1963. — вып. 36. — С. 82–107.
- К фауне и экологии листоедов Северо-востока лесостепи и Полесья Украины // Энтомологическое обозрение. 1963. — Т. 42, вып. 3. — С. 576—581. [У співавторстві з Н. Н. Чернишенко]
- Сем. Chrysomelidae — листоеды. — В кн.: Насекомые и клещи — вредители сельскохозяйственных культур. Т. 1. Л.: Наука, 1972. [У співавторстві з І. К. Лопатіним і Л. Н. Медведєвим]